# Giuseppe Tornatore
Giuseppe Tornatore (Bagheria, 27 mei 1956) is een Italiaans filmregisseur.
Giuseppe Tornatore groeide op in de Siciliaanse plaats Bagheria. Al op 10-jarige leeftijd leidde hij in de toneelgroep van zijn school de opvoering van stukken van Luigi Pirandello. In zijn tienertijd werkte hij als fotograaf. Na zijn studie draaide hij zijn eerste documentaires, die vaak over het dagelijkse leven op Sicilië handelen. Met de documentaire Minoranze etniche in Sicilia won hij zijn eerste prijs op het filmfestival van Salerno. In de jaren '80 trok hij naar Rome. Daar oogstte hij meteen succes met zijn eerste speelfilm Il camorrista (1986). Zijn bekendste film is Nuovo cinema Paradiso (1988), waar hij onder meer de Oscar voor Beste buitenlandse film mee won.

## Filmografie (selectie)
- 1986: Il camorrista
- 1988: Nuovo cinema Paradiso
- 1990: Stanno tutti bene
- 1991: La domenica specialmente (segment Il cane blu)
- 1994: Una pura formalità
- 1995: L'uomo delle stelle
- 1998: La leggenda del pianista sull'oceano
- 2000: Malèna
- 2006: La sconosciuta
- 2009: Baarìa
- 2012: The Best Offer
- 2016: The Correspondence